# ديون دبلن
ديون دبلن (بالإنجليزية: Dion Dublin)‏، من مواليد 22 ابريل 1969 في ليستر في إنجلترا، لاعب كرة قدم إنجليزي.
بدأ مسيرته الكروية مع نادي نوريتش سيتي في موسم 1987/1988، وفي موسم 1988/1989 أعير إلى نادي ويكومب واندرز، و1988 انتقل إلى نادي كامبريج يونايتد، ولعب معهم حتى عام 1992، وشارك معهم في 156 مباراة وسجل 52 هدف، وفي عام 1992 انتقل إلى نادي مانشستر يونايتد، ولعب معهم حتى عام 1994، وشارك معهم في 12 مباراة وسجل هدفين، وفي عام 1994 انتقل إلى نادي كوفنتري سيتي، ولعب معهم حتى عام 1998، وشارك معهم في 145 مباراة وسجل 61 هدف، وفي عام 1998 انتقل إلى نادي أستون فيلا، ولعب معهم حتى عام 2004، وشارك معهم في 155 مباراة وسجل 48 هدف، وفي عام 2002 أعير إلى نادي ميلوال، ولعب معهم 5 مباريات وسجل هدفين، وفي عام 2004 انتقل إلى نادي ليستر سيتي، ولعب معهم حتى عام 2006، وشارك معهم في 58 مباراة وسجل 5 أهداف، وفي عام 2006 انتقل إلى نادي سيلتك الإسكتلندي، ولعب معهم 11 مباراة وسجل هدف واحد، ومنذ عام 2006 وهو يلعب مع نادي نوريتش سيتي.
و قد لعب مع منتخب إنجلترا لكرة القدم في عام 1998، وقد شارك معهم في 4 مباريات.

## مسيرته الكروية
لعب ديون دبلن خلال مسيرته الاحترافية مع 8 أندية في أربعة وعشرون موسمًا وسجل خلالها 183 هدف ضمن 612 مباراة. حيث فاز في موسم واحد بالكأس وفي ثلاثة مواسم بالدوري.
خاض ديون دبلن مسيرته مع نادي نورويتش سيتي في موسم 1987–88 في المرة الأولى لمدة موسم واحد ثم في موسم 2006–07 ولمدة موسمين، مشاركًا طوالها في 70 مباراة سجل خلالها 12 هدفًا. ثم انتقل إلى نادي كامبريدج يونايتد في موسم 1988–89 ليلعب معه أربعة مواسم، حيث شارك في 156 مباراة سجل خلالها 52 هدفًا. لينتقل بعدها إلى نادي مانشستر يونايتد في موسم 1992–93 ولمدة موسمين، مشاركًا في 12 مباراة سجل خلالها هدفين. ثم انتقل إلى نادي كوفنتري سيتي في موسم 1994–95 ليلعب معه خمسة مواسم، مشاركًا في 145 مباراة سجل خلالها 61 هدفًا. هذا وانتقل لاحقًا إلى نادي أستون فيلا في موسم 1998–99 في المرة الأولى ليلعب معه أربعة مواسم ثم في موسم 2002–03 ولمدة موسمين، مشاركًا طوالها في 155 مباراة سجل خلالها 48 هدفًا. ثم انتقل بعدها إلى نادي ميلوول في موسم 2001–02 لمدة موسم واحد، مشاركًا في 5 مباريات سجل خلالها هدفين. ليعود وينتقل من جديد، لكن هذه المرة إلى نادي ليستر سيتي في موسم 2004–05 ولمدة موسمين، مشاركًا في 58 مباراة سجل خلالها 5 أهداف. لينتقل بعدها إلى نادي سلتيك في موسم 2005–06 لمدة موسم واحد، مشاركًا في 11 مباراة سجل خلالها هدفًا واحدًا.

## روابط خارجية
- ديون دبلن على موقع IMDb (الإنجليزية)
- ديون دبلن على موقع ميوزك برينز (الإنجليزية)
- ديون دبلن على موقع قاعدة بيانات الفيلم (الإنجليزية)

- ديون دبلن على موقع قاعدة بيانات كرة القدم.إي يو (الإنجليزية)
- ديون دبلن على موقع ناشيونال فوتبول تيمز (الإنجليزية)
- ديون دبلن على موقع Soccerbase.com (لاعب) (الإنجليزية)
- ديون دبلن على موقع عالم كرة القدم.نت (الإنجليزية)
- ديون دبلن على موقع كووورة